# Lačničići
Lačničići ili Lasničići (Lacnicith, Lasincich, Lasnitichi, Lasnicit, Lasnizith, Laznichig, Lisnicig, Lisnicik), hrvatski plemićki rod; prema tradiciji, jedno od dvanaest hrvatskih plemena zabilježenih u Pacti conventi, gdje se spominje njihov tobožnji župan Obrad, koji je zajedno s predstavnicima ostalih hrvatskih rodova sklopio sporazum s ugarskim kraljem Kolomanom 1102. godine. Pripadali su nižem plemstvu, a prvotno su naseljavali prostor Lučke i Sidraške županije.
Prvi put su pouzdano zabilježeni 1207. godine kao svjedoci u ispravama o darovanju crkve sv. Petra u Bubnjanima samostanu sv. Kuzme i Damjana kraj Biograda. Početkom 14. stoljeća dio se plemena preselio u Gacku gdje su došli u posjed zemlje između Otočca i Doljana. Međutim, njihov je posjed 1316. godine darovao kralj Karlo I. Anžuvinac (1301. – 1342.) krčkom knezu Dujmu II. († 1317.) te im se tamo gubi trag. U drugoj polovici 14. stoljeća bilježe se pripadnici roda u Bičini i u Raštanima kraj Zadra, gdje se spominju u izvorima do 1431., odnosno 1448. godine, što je ujedno njihov posljednji spomen u izvorima.

## Vanjske poveznice
- Lasničići Hrvatska enciklopedija
- Lasničići Proleksis enciklopedija
- Lasničići Hrvatski biografski leksikon